# Alzon (rzeka)
Alzon – rzeka we Francji, przepływająca przez teren departamentu Gard, o długości 23,7 km. Stanowi dopływ rzeki Gard.